# San Vicente (Belize)
San Vicente (San Vincente) ist ein Ort im Toledo District von Belize. Der Ort liegt direkt an der Grenze zu Guatemala. Die Einwohner sind vor allem Maya vom Volk der Kekchí.

## Geographie
Der Ort liegt am Aguacate Creek in einem landwirtschaftlich parzellierten Gebiet auf ca. 358 m Höhe.
Von San Vicente verläuft die einzige Straße nach Süden über Jalacte an die San Antonio Road.
Auf guatemaltekischer Seit liegt als nächster Ort Nacimiento Poité im Westen. Das Gebiet im weiteren Umkreis besteht noch aus Urwald.

## Geschichte
Der Ort wurde erst 1986 gegründet.

## Klima
Nach dem Köppen-Geiger-System zeichnet sich San Vicente durch ein tropisches Klima mit der Kurzbezeichnung Am aus.